# Папа Сикст IV
Папа Сикст IV (21. јул 1414 – 12. август 1484), рођен као Франческо дела Ровере (итал. Francesco della Rovere), био је папа од 1471. до 1484. године.
Поставио је темеље Сикстинској капели, коју су украшавали многи ренесансни уметници.